# سیلوردیل (کانزاس)
سیلوردیل (به انگلیسی: Silverdale) یک منطقهٔ مسکونی در ایالات متحده آمریکا است که در شهرستان کاولی، کانزاس واقع شده‌است. سیلوردیل ۱۳۶٫۵ کیلومتر مربع مساحت و ۳۲۷ نفر جمعیت دارد و ۳۵۹ متر بالاتر از سطح دریا واقع شده‌است.